# Biprisma
Das Biprisma ist ein spezielles Prisma, welches vorne zwei Oberflächen besitzt, die in einem stumpfen Winkel (< 180°) zueinander stehen.
Die restlichen Flächen sind normalerweise uninteressant für dessen Gebrauch.

## Verwendung

Schema des Fresnel’schen Biprismaversuchs

Augustin Jean Fresnel verwendete das Biprisma für eines seiner Interferenzversuche: Divergentes Licht strahlt auf die Oberfläche des Biprismas und wird gebrochen. An einem dahinter aufgestellten Schirm o. ä. lässt sich nun Interferenz beobachten. 
Um z. B. die Wellenlänge des Lichts herauszufinden, verlängert man die Randstrahlen bis zum Kohärenzspalt. Damit lässt sich alles genau wie beim Doppelspaltversuch berechnen.
Meist wird in das Biprisma noch eine Flüssigkeit hineingefüllt, um die Lichtbrechung zu verstärken und die auftretende Interferenz deutlicher zu machen.